# Давид Костелецький
Давід Костелецький  (чеськ. David Kostelecký, 12 травня 1975) — чеський стрілець, олімпійський чемпіон.

## Виступи на Олімпіадах
| Олімпіада           | Дисципліна       | Місце |
| ------------------- | ---------------- | ----- |
| Атланта 1996        | траншейний стенд | 31T   |
| Сідней 2000         | траншейний стенд | 6     |
| Пекін 2008          | траншейний стенд | 1     |
| Лондон 2012         | траншейний стенд | 14    |
| Ріо-де-Жанейро 2016 | траншейний стенд | 4     |
| Токіо 2020          | траншейний стенд | 2     |